# فریتندن
فریتندن (به انگلیسی: Frittenden) یک روستا و محله مدنی در بریتانیا است که در Tunbridge Wells واقع شده‌است. فریتندن ۸۸۸ نفر جمعیت دارد.